# Jan Mydlář

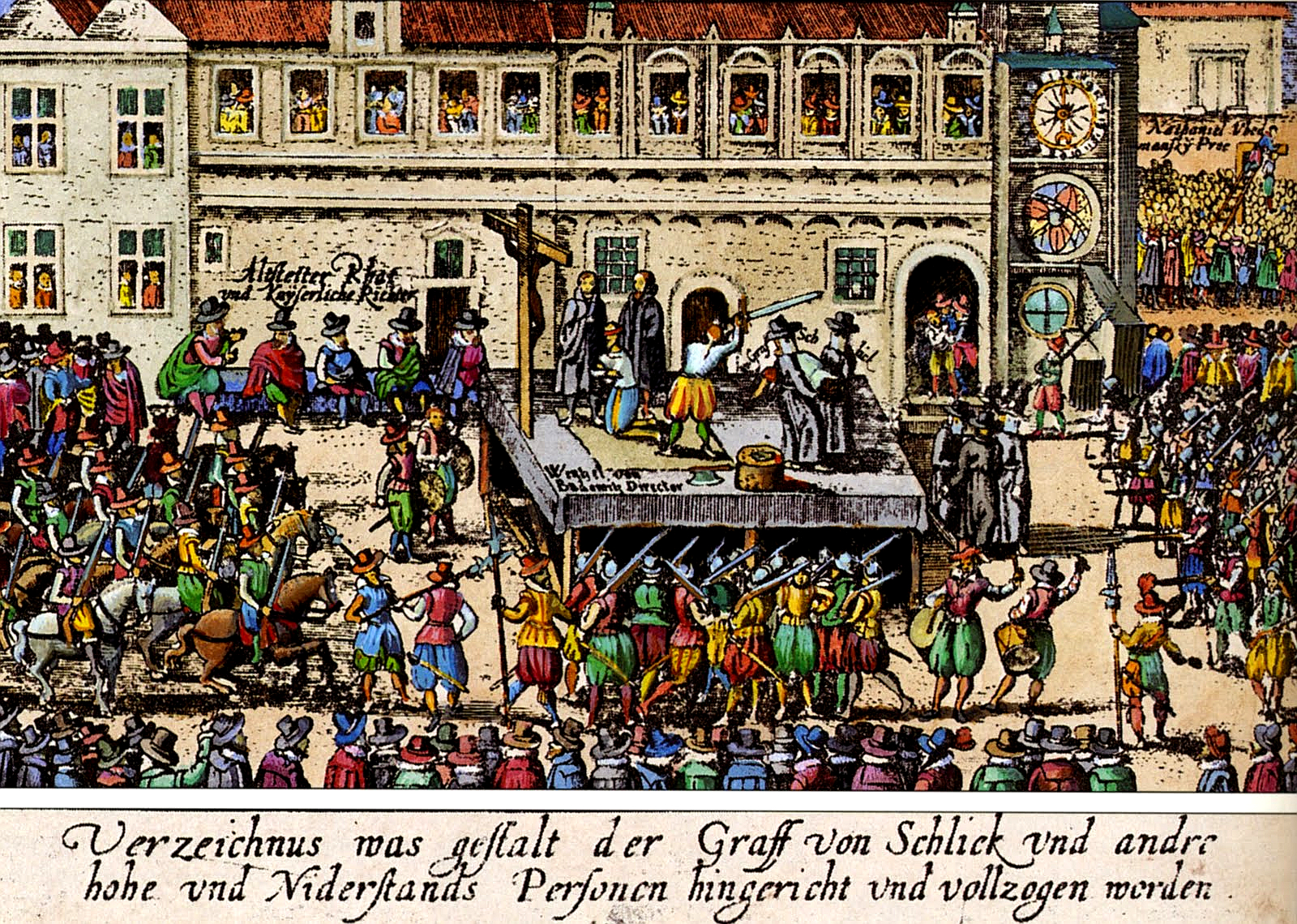
Jan Mydlář popravuje 27 českých pánů

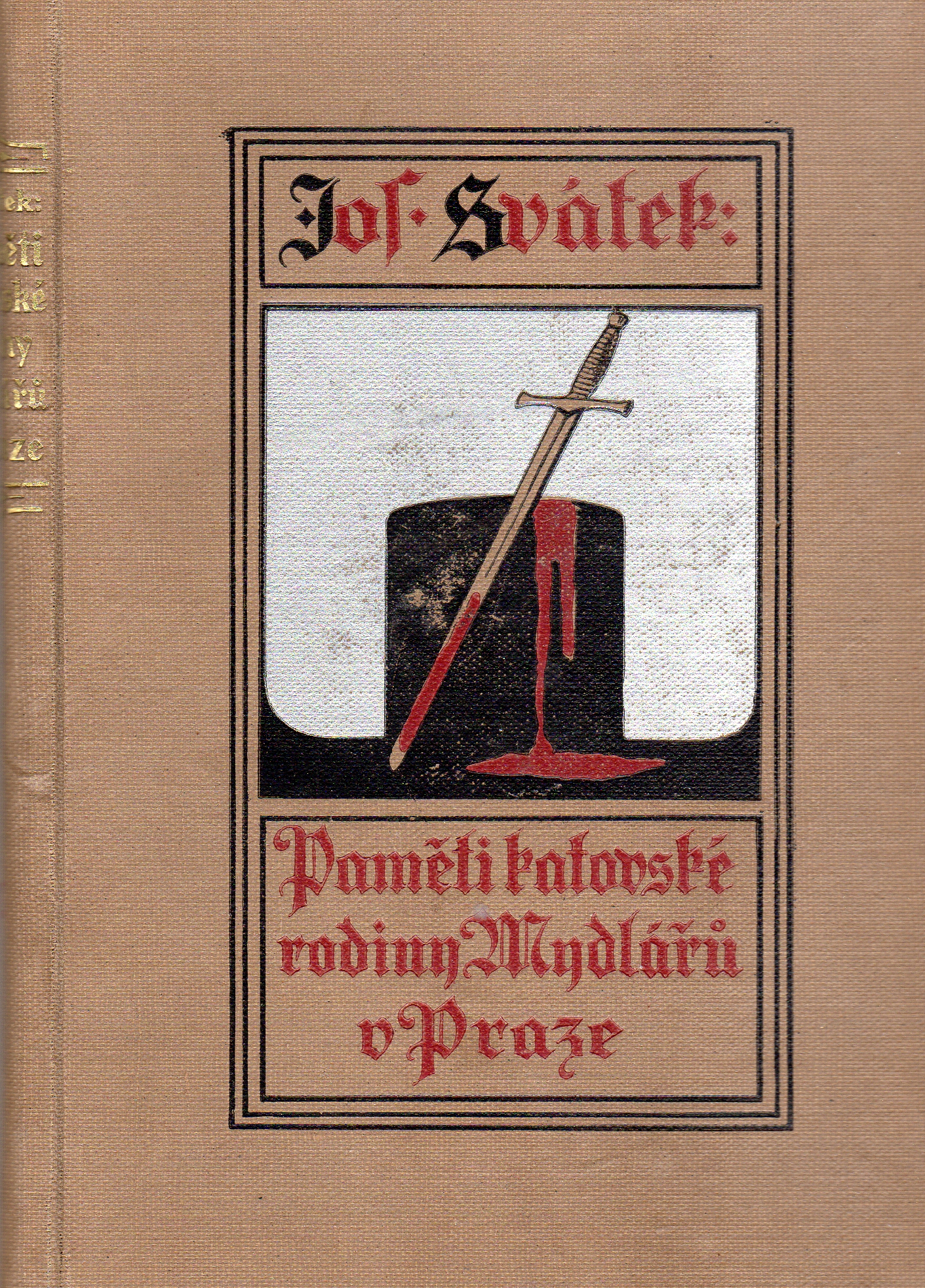
J. Svátek: Paměti katovské rodiny Mydlářů, vydání F. Topič, 1924

Jan Mydlář (1572,  – 14. března 1664, Praha) byl staroměstský kat, nejznámější kat českých dějin, zakladatel katovské dynastie Mydlářů.

## Mýtus o chrudimském původu
Nejznámějším zdrojem pro životopis Jana Mydláře je román českého spisovatele Josefa Svátka Paměti katovské rodiny Mydlářů v Praze. V něm autor spojil narození a mladá léta pražského katovského mistra s Chrudimí. Vznikla tak legenda, která je v povědomí veřejnosti pevně zakořeněna. Spojitost kata Mydláře s Chrudimí však nelze prokázat. Historické prameny naopak svědčí o tom, že jde o fabulaci.

### Beletrie vs. fakta
Vstup mladého Jana Mydláře (údajně syna chrudimského městského písaře) do katovských služeb dal Svátek do souvislosti s Mydlářovou nešťastnou láskou k Dorotě, dceři Janova příbuzného Matěje Mydláře. Dorota, provdaná za mlynáře Vaňuru, podle románové předlohy otrávila za pomoci tří čarodějnic nenáviděného muže, za což byla pohřbena zaživa. Archivní prameny ukazují, že Svátek se do určité míry opíral o historická fakta. Dorota byla skutečně jednou ze čtyř dcer zámožného chrudimského měšťana Matěje Mydláře (stavebníka proslulého Mydlářovského domu v Břetislavově ulici, který ale s katem Janem Mydlářem není nijak spřízněn). Pravdou také je, že byla od roku 1572 provdána za mlynáře Jiřího Vaňuru.
Tragické události však doprovázely až její druhé manželství, s mlynářským tovaryšem Adamem Relnovským. Pár uzavřel svatební smlouvu roku 1585, o tři roky později byl však Adam Relnovský již mrtev a Dorota stanula před pražským apelačním soudem pro obvinění z vraždy. Jak pražské, tak chrudimské písemnosti k případu uvádějí, že Dorota (jejíž manželství s Relnovským bylo zřejmě vynuceno jejím otěhotněním již v době vdovství) svého muže otrávila a zabývala se kouzly a čáry. Jelikož se přiznala (pravděpodobně na mučidlech), byla za travičství odsouzena a sťata.
Výpověď historických pramenů se tedy se Svátkovým příběhem rozchází v několika podstatných bodech:
- Údajný otec Jana Mydláře, chrudimský písař, v pramenech doložen není (v soupisu písařů mezi lety 1439–1664 se jméno Mydlář vůbec nevyskytuje[5]) a stejně tak chybí i jakýkoli doklad o spojení pražského kata s Chrudimí.
- Dorota v době mládí Jana Mydláře byla již poněkud zralejšího věku, zatímco Janu Mydláři bylo v době její popravy asi 16 let.
- Dorota byla odsouzena za vraždu svého druhého muže Relnovského, nikoli "starého Vaňury", jak je uvedeno v románu.
- Dorota nebyla pohřbena zaživa, jak uvádí Svátek, ale sťata.

Když ve druhé polovině 19. století Josef Svátek vytvářel svá literární díla, vybral si za jedno z témat svého románu postavu pražského kata Mydláře, vykonavatele popravy nad 27 českými pány roku 1621. V tehdejší české společnosti takové téma rezonovalo, neboť se jednalo o přímý následek českého stavovského povstání, prohry bitvy na Bílé hoře a nástupu rekatolizace a absolutismu. 
Při promýšlení svého díla narazil Josef Svátek na studii jednoho z místních badatelů – Antonína Rybičky (1812–1899), která se věnovala historii rodiny Matěje Mydláře, ovšem již tehdy doplněné o pozdější legendy. Na případ Doroty Vaňurové (roz. Mydlářové) mohl snadno narazit i v pražských archivech, kde je zaznamenán spor o dědictví po zesnulé Dorotě. Shoda jmen ho pak přivedla k myšlence na zápletku. Vznikl tak příběh o Janu Mydláři, synu chrudimského měšťana, který vstoupil pro nešťastnou lásku do katovských služeb. Zatímco některé postavy z románu jsou skutečné, jiné si spisovatel vymyslel a jejich životní osudy upravil. Písemné prameny dokládající spojení pražského kata Mydláře s rodinou chrudimských měšťanů však neexistují.

## Život
Svátek se při psaní svých knih sice opíral o historická studia, v jeho pracích ale fikce převažuje. I osudy Jana Mydláře je proto nutno přijímat s rezervou. Český historik a archivář Jindřich Francek ve svém díle Mistři ostrého meče popisuje Svátkův román jako "volnou fabulaci na dané téma, která se skutečným životem pražského kata nemá mnoho společného".
Podle Svátkovy knihy vystudoval Jan Mydlář pražské Karlovo vysoké učení a stal se tak magistrem medicíny. (Podle pořadu Bílá místa České televize ale v té době na Univerzitě Karlově lékařská fakulta vůbec nebyla.) Jen nešťastnou shodou událostí (neopětovaná láska) se stal katovským holomkem u tehdejšího chrudimského kata Jiřího (Svátek) či Záviše Matěhy (což je podle Karla Štorkána pravděpodobnější) Stal se tak člověkem bezectným a opovrhovaným. Jeho další cesta z chrudimské katovny vedla však přímo do katovny staroměstské, tedy do obydlí nejvyššího popravčího Koruny české Václava Jaroše, mistra ostrého meče Starého Města pražského. Zde se Jan, coby katův pacholek, učil všem katovským dovednostem a mnohé z nich pak dále zdokonaloval už jako staroměstský kat. Oženil se s Alžbětou Špetlovou, dcerou slánského kata Jáchyma Špetleho, které koupil na Starém Městě i dům. Sám byl jako staroměstský kat i hlavním protagonistou staroměstských poprav českých stavů 21. 6. 1621. Žil v době císařů Rudolfa II. (1552–1612), jeho bratra Matyáše (1557–1619), Fridricha Falckého (1596–1632), Ferdinanda II. (1578–1637), Ferdinanda III. (1608–1657) a Leopolda I. (1640–1705). Aktivním staroměstským katem byl až do roku 1632, kdy poprvé „minul“ a přenechal tak své řemeslo synovi Janu Václavovi a sám odešel na zasloužený odpočinek.
Zemřel 14. března 1664 v Praze ve věku 91 nebo 92 let. Pohřben byl na hřbitově u kostela sv. Štepána na Novém Městě.
Katovská dynastie rodu Mydlářů pak pokračovala jeho synem Janem Václavem a jeho vnuky Janem, jenž skončil sám na popravišti, a Danielem, který byl katem v Kostelci nad Černými lesy. Další osudy katovské rodiny Mydlářů jsou už nejasné a spekulativní.

## Další zpracování
- Film Pražský kat natočil režisér Rudolf Měšťák v roce 1927. V hlavní roli Jana Mydláře se objevil slavný zápasník Gustav Frištenský[15]
- Otázkám zločinu a trestu v 17. století se často věnoval historik Jindřich Francek (* 1943); život Jana Mydláře je součástí publikace Mistři ostrého meče (Pardubice, Východočeské muzeum, 1995).
- Karel Štorkán (1923–2007) napsal romány Kat Jan Mydlář; ve službách císařů (výtvarný doprovod Aleš Striegl, Praha, Sedistra, 1997) a Kati ve službách císařů; kronika katů Mydlářů (ilustrace Václav Rytina, Praha, Šulc a spol., 2003).
- Vystupuje ve filmu Kozí příběh – pověsti staré Prahy.
- V roce 2011 uvedlo pražské divadlo Broadway muzikál Kat Mydlář, s hudbou Michala Davida. V titulní roli se střídali Dan Hůlka, Marian Vojtko a Bohuš Matuš.[16]
- Ve filmové verzi téhož muzikálu z roku 2011 hrál Jana Mydláře Dan Hůlka[17]